# Alois-Kottmann-Preis
Mit dem Alois-Kottmann-Preis für klassisches sangliches Violinspiel werden herausragende internationale Violinisten ausgezeichnet.
Die Vergabe des Kulturpreises erfolgt in Kooperation mit der Stadt Frankfurt am Main. Der Wettbewerb findet jährlich im Mai/Juni im Rahmen der Internationalen Musiktage Hessen Main-Taunus Hofheim in Hofheim am Taunus, Hessen, statt. Die Preisverleihung erfolgt jeweils nach dem Wettbewerb zu einem gesonderten Zeitpunkt durch den Oberbürgermeister der Stadt Frankfurt am Main im repräsentativen Limpurgsaal des Frankfurter Rathauses Römer.

## Geschichte

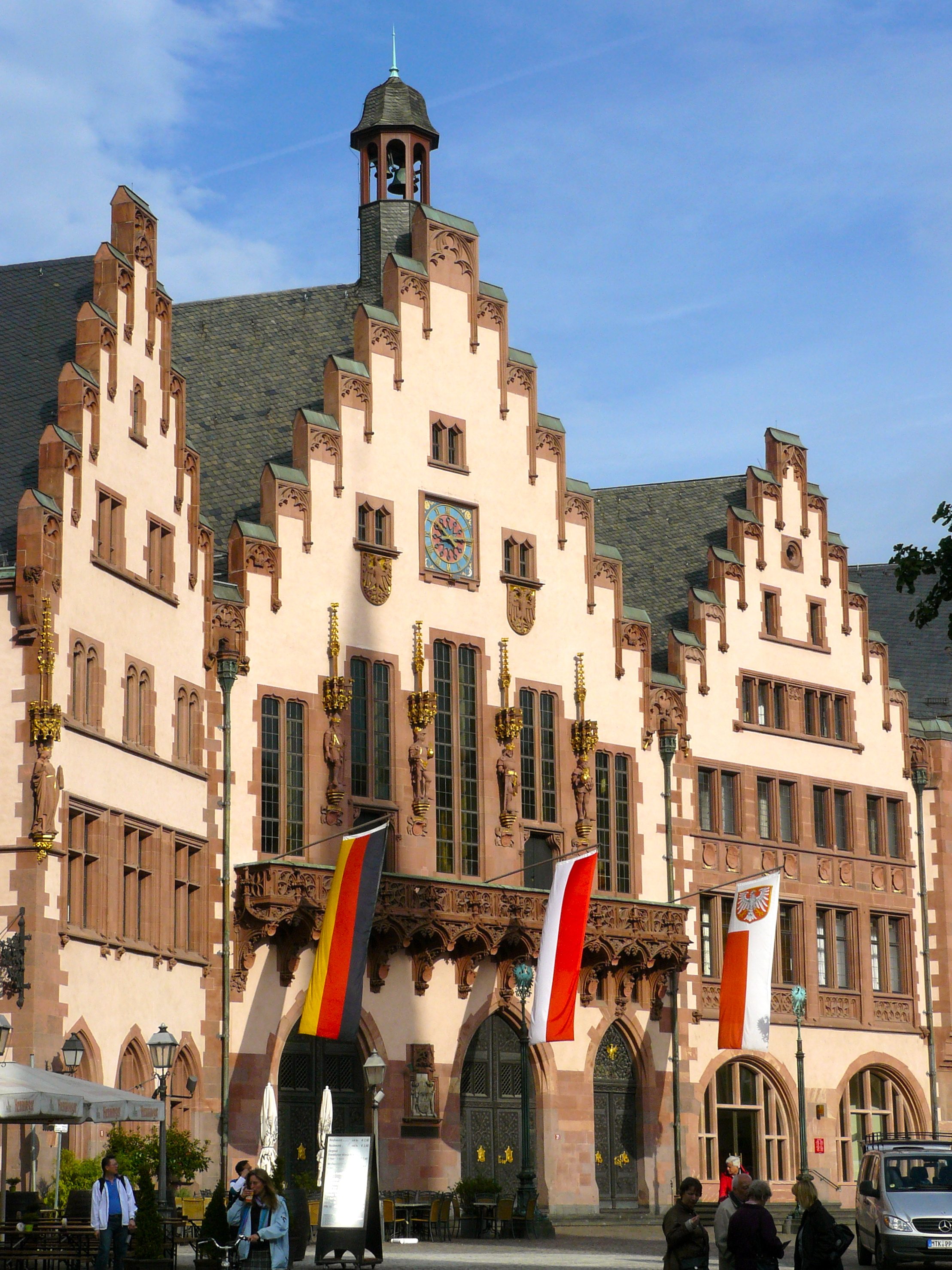
Die Verleihung des Alois-Kottmann-Preises findet im Limpurgsaal des Rathauses Römer in Frankfurt am Main statt

Der Alois-Kottmann-Preis wurde im Jahr 2001 gestiftet. Er trägt den Namen seines Stifters, des deutschen Violinisten und Hochschuldozenten Alois Kottmann.
In den ersten Jahren des Wettbewerbs wurde jeweils nur ein Preisträger ermittelt, zusätzlich waren Sonderprämien ausgelobt. Dies änderte sich ab dem Jahr 2005, in dem es erstmals zwei Preisträger gab. In den Jahren 2006 und 2007 wurde darüber hinaus das Prädikat Besondere Anerkennung verliehen. Im Jahr 2007 wurde im Rahmen des Wettbewerbs zusätzlich der bislang einmalige Bach-Preis der Stadt Hofheim am Taunus an Sabrina-Vivian Höpcker (Deutschland) vergeben. Im Jahr 2010 wurde der Alois-Kottmann-Preis in der Ausprägung eines 1. und 2. Preises überreicht, neben den Sonderprämien auch ein Prädikat Lobende Anerkennung zuerkannt.

## Ziel

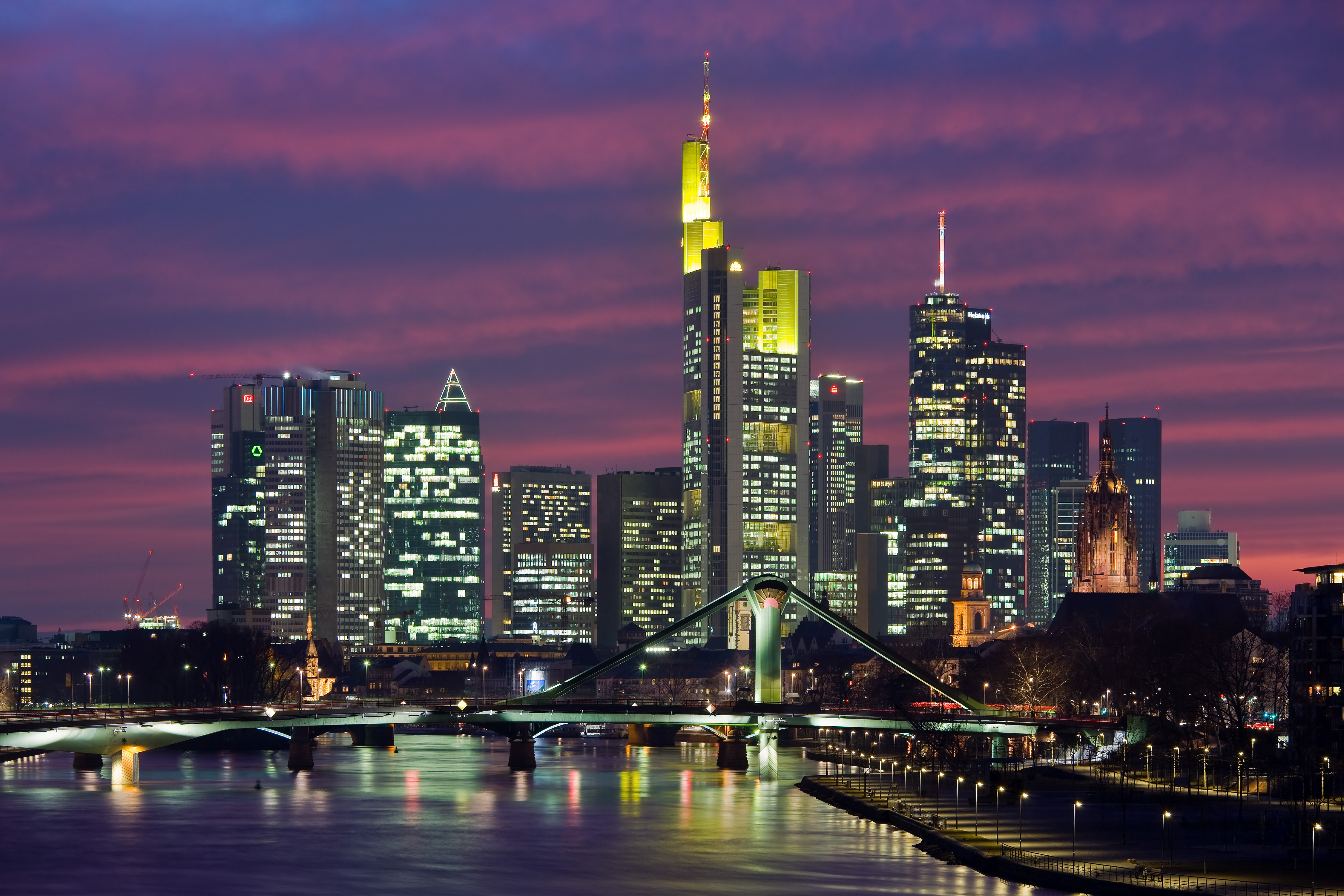
Skyline von Frankfurt am Main in der Abenddämmerung

Der Kulturpreis dient der Förderung der in Frankfurt am Main geprägten Violin-Tradition von Carl Flesch, die bislang in Alma Moodie und Max Rostal ihre bedeutendsten Vertreter hatte. Besonderer Akzent bei der Vergabe des Preises liegt auf klassischer Disziplin, einer künstlerisch-stilistischen Durchdringung der vorgetragenen Werke und einer hohen, die Persönlichkeit aus- und kennzeichnenden Sanglichkeit des Tones.

„Bedeutende Geiger kann man am Ton erkennen, aber bei den jungen ist das heute oft nicht mehr möglich. Was man von ihnen hört, ist blendend gespielt, aber ohne erkennbare Persönlichkeit. Die Geige ist erfunden worden, weil der Mensch auch darauf singen kann.“

## Dotierung
Die Dotierung des Preises liegt bei 3.000 Euro. Die prämierten Teilnehmer erhalten je eine teils individuell für den Preisträger geprägte Silbermünze und eine Urkunde. Zusätzlich werden ggf. Sonderprämien und Prädikate vergeben.

## Teilnahmebedingungen
Die Teilnahme ist international für Violinisten offen, eine Altersbegrenzung gibt es nicht. Im Wettbewerb sind ein Jahr zuvor bekanntgegebene Pflichtstücke vorzutragen, die jährlich wechseln. Ein Auswendigspielen wird weder vorausgesetzt noch speziell bewertet. Der Anmeldeschluss ist jeweils im April.

## Jury
Die Jury wird durch Margit Neubauer (Gesang), Alois Kottmann (Violine, Namenspatron und Stifter des Preises) und Boris Kottmann (Violine) besetzt. Im Jahr 2015 wurde die Kammersängerin Margit Neubauer wegen anderweitiger Verpflichtungen durch ihren Ehemann, den Kammersänger Franz Mayer, vertreten.

## Preisträger
| Jahr | Preisträger                                                  | Sonderprämie                                                   | Anerkennung                                        |
| ---- | ------------------------------------------------------------ | -------------------------------------------------------------- | -------------------------------------------------- |
| 2001 | Bojidara Kouzmanova                                          | Patricia Groß Vivien Wald                                      | –                                                  |
| 2002 | Ara Lee                                                      | Giuseppe Carotenuto Almut Frenzel Andrea E.-I. Kim Vivien Wald | –                                                  |
| 2003 | Maria Azova                                                  | Myung-Eun Lee Johanna Schlüter David Schultheiß                | –                                                  |
| 2004 | Julia-Evelyn Zis                                             | Almut Frenzel                                                  | Eun-Ae Kim                                         |
| 2005 | Aya Muraki Japan Yoriko Muto                                 | Marie-Luise Dingler Dina Zemtsova                              | Anna Knopp Viviane Waschbüsch                      |
| 2006 | Yeo Young Yoon Myung Eun Lee                                 | Zsuzsanna Czentnár                                             | Bahadir Arkiliç                                    |
| 2007 | Chloé Kiffer Istvan Horvath                                  | Rebecca Martin                                                 | Célia Schann                                       |
| 2008 | Yan Yan Chang                                                | Byol Kang Martina Trumpp                                       | –                                                  |
| 2009 | Célia Schann Marcus Tanneberger Harim Chun                   | Ludwig Dürichen                                                | –                                                  |
| 2010 | 1. Jayoung Jeon 2. Oleksii Semenenko                         | Liv Migdal Katja Schott                                        | C. Christopher                                     |
| 2011 | Senta Johanna Kraemer                                        | Saschka Haberl Bo Xiang                                        | –                                                  |
| 2012 | –                                                            | –                                                              | Jon Hess-Andersen Stephanie Appelhans Anna Neubert |
| 2013 | Olga Arnakuliyeva Lisa Maria Schumann Laura Zarina           | Brenda Frasier Mika Seifert Julia Weissmann                    | SuJin Ann Verena Kurz Katja Pletzsch               |
| 2014 | Verena Kurz Antonia-Sophie Pechstaedt                        | Yonjoo Kang Sofia Roldan-Cativa Jeanine Thorpe Lea Hausmann    | –                                                  |
| 2015 | Yu Matsuda Theresa Sophie Reustle                            | Johanna Radoy                                                  | Christine Elisabeth Müller                         |
| 2016 | 1. Preis nicht vergeben / Katerina Chatzinikolau Olga Becker | Katharina Licht Julia Weissmann                                | Akiko Nakano                                       |